# Choluteca (departement)

Choluteca

Choluteca är ett av Honduras 18 departement och landets sydligaste. I norr gränsar Choluteca till departementen Francisco Morazán och El Paraíso, i väst till Fonescabukten och departementet Valle och i öst och söder till grannlandet Nicaragua.
Choluteca grundades 1825, och har en total yta på 4 360 km2 och dess folkmängd är ungefär 395 000 invånare. Mycket av arealen används till jordbruk, fiske, sockerplantager med mera.
Departementets huvudort är staden Ciudad Choluteca, som korsas av Cholutecafloden som i sin tur rinner igenom hela departementet. För att nå staden passerar man Cholutecabron (Puente de Choluteca)
De senaste åren har utvecklingen av områdets infrastruktur påskyndats med ett flertal hotell och många nöjesanläggningar för stadens invånare och andra besökare.

## Kommuner
1. Apacilagua
2. Choluteca
3. Concepción de María
4. Duyure
5. El Corpus
6. El Triunfo
7. Marcovia
8. Morolica
9. Namasigüe
10. Orocuina
11. Pespire
12. San Antonio de Flores
13. San Isidro
14. San José
15. San Marcos de Colón
16. Santa Ana de Yusguare